# Elmwood Park (New Jersey)
Pour les articles homonymes, voir Elmwood Park et Elmwood.
Elmwood Park est un borough situé dans le comté de Bergen dans l'État du New Jersey. En 2010, sa population est de 19 403 habitants.

## Source de la traduction
- (en) Cet article est partiellement ou en totalité issu de l’article de Wikipédia en anglais intitulé « Elmwood Park, New Jersey » (voir la liste des auteurs).